# Municipalité de Woollahra
La municipalité de Woollahra (en anglais : Municipality of Woollahra) est une zone d'administration locale située dans l'agglomération de Sydney, dans l'État de Nouvelle-Galles du Sud, en Australie, dont le siège est Double Bay.

## Géographie
Woollahra s'étend sur 12 km2 à l'entrée sud de la baie de Sydney.

### Quartiers
- Bellevue Hill
- Darling Point
- Double Bay
- Edgecliff
- Paddington
- Point Piper
- Rose Bay
- Vaucluse
- Watsons Bay
- Woollahra

Les quartiers d'Edgecliff, Rose Bay et Vaucluse sont partagés avec Waverley. Paddington est partagé avec la ville de Sydney.

## Histoire
Le nom Woollahra dérive d'un mot aborigène signifiant « camp » ou « lieu de rencontre ». La municipalité est créée le 17 avril 1860.
En 2016, le gouvernement de Nouvelle-Galles du Sud décide la fusion entre Woollahra et les villes voisines de Randwick et Waverley. Face aux oppositions, ce projet est abandonné l'année suivante.

## Démographie
| 2001   | 2006   | 2011   | 2016   | 2021   |
| ------ | ------ | ------ | ------ | ------ |
| 49 814 | 50 161 | 52 158 | 54 240 | 53 496 |

## Politique et administration
La ville comprend cinq subdivisions appelées wards : Bellevue Hill, Cooper, Double Bay, Paddington et Vaucluse. Elle est administrée par un conseil de quinze membres, à raison de trois par ward, élus pour un mandat de quatre ans, qui à leur tour élisent le maire pour deux ans. Les dernières élections se sont tenues le 4 décembre 2021. 

### Composition du conseil
| Élections | Parti libéral | Residents First Woollahra | Verts |
| --------- | ------------- | ------------------------- | ----- |
| 2017      | 8             | 5                         | 2     |
| 2021      | 8             | 5                         | 2     |

### Liste des maires
| Période                                  | Période           | Identité        | Étiquette       | Qualité |
| ---------------------------------------- | ----------------- | --------------- | --------------- | ------- |
| Les données manquantes sont à compléter. |                   |                 |                 |         |
| septembre 2011                           | septembre 2012    | Susan Wynne     | Residents First |         |
| septembre 2012                           | septembre 2013    | Andrew Petrie   | Libéral         |         |
| septembre 2013                           | septembre 2017    | Toni Zeltzer    | Libéral         |         |
| septembre 2017                           | septembre 2019    | Peter Cavanagh  | Libéral         |         |
| 23 septembre 2019                        | 26 septembre 2023 | Susan Wynne     | Libérale        |         |
| 26 septembre 2023                        | en cours          | Richard Shields | Libéral         |         |

La zone est rattachée à la circonscription de Wentworth pour les élections fédérales et à celles de Sydney et Vaucluse pour les élections à l'Assemblée législative de Nouvelle-Galles du Sud.